# Национален съвет на Българската социалистическа партия
Националният съвет на Българската социалистическа партия (по-рано: Висш съвет), съкратено НС, е избираем орган на БСП, който осигурява национално представителство на партийните организации.
Избира се на всеки конгрес на партията след тайно гласуване. Той взема решения, свързани с текущите задачи на партията и назначава Изпълнително бюро на Българската социалистическа партия и Общопартийна контролна комисия.
НС на БСП има следните комисии:
- Комисия за разработване на нова програма на БСП
- Комисия за разработване на нов устав на БСП
- Комисия по организационните въпроси и връзките с местните структури
- Комисия по взаимоотношенията на БСП с политическите партии, синдикатите и структурите на гражданското общество
- Комисия по външната политика и международните връзки на БСП
- Комисия по подготовката и развитието на кадрите в БСП
- Комисия за работата с жените – социалистки
- Комисия за работата на БСП с младежта
- Комисия за работа с ветераните на партията
- Комисия по медийната политика на БСП

Към НС на БСП функционират следните съвети, които подпомагат дейността на висшите партийни органи:
- Съвет по местно самоуправление и регионална политика
- Съвет по европейска интеграция
- Съвет по социално-икономическа политика
- Съвет по законност, ред, правосъдие и борба с корупцията
- Съвет по аграрна и екологическа политика и горите
- Съвет по информационното общество
- Съвет по демография и здравеопазване
- Съвет по образование и наука
- Съвет по култура и духовност
- Съвет по национална сигурност и отбрана
- Съвет по етническите въпроси, междуетническите отношения и работата на БСП в районите със смесено население

Висшият съвет на БСП, избран от 46-ия конгрес на БСП, е в състав от 182 души.